# 和田憲昌
和田 憲昌（わだ のりまさ、1938年12月7日-  ）は、日本の経営者。和田興産社長、会長を務めた。

## 来歴・人物
兵庫県神戸市出身。1962年に慶應義塾大学法学部を卒業。三ツ星ベルトでの勤務を経て、1966年に和田興産に転じ、1982年には社長に就任。2008年5月に会長に就任。
2019年5月に旭日双光章を受章した。